# 백조자리 61

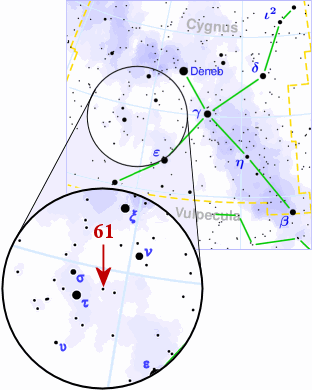
백조자리 61의 위치.

백조자리 61(베셀의 별로도 불릴 때가 있다)은 백조자리에 있는 쌍성이다. 백조자리 61은 두 개의 G형 주계열성으로 이루어져 있으며(안시 쌍성) 이들은 서로를 약 659년 주기로 공전한다. 이 두 별은 지구에서 보았을 때 겉보기 등급이 5등급과 +6 등급 근처로, 광학적 관측 기구 없이 맨눈으로 볼 수 있는 별들 중 가장 어두운 부류에 속한다.
백조자리 61은 큰 고유 운동량을 보였기 때문에 천문학자들의 관심을 끌었다. 1838년 프리드리히 빌헬름 베셀은 최초로 이 별과 지구 사이의 거리를 측정했으며, 그 값이 약 11 광년 임을 밝혀 내었다. 최근 밝은 주성의 움직임에 규칙적인 변화가 있음을 감지했는데 이는 태양 질량 1퍼센트 또는 목성 질량의 10배에 이르는, 보이지 않는 동반체가 존재할 가능성을 암시한다.
백조자리 61은 백조자리 16과 이름이 비슷하여 혼동할 여지가 있다. 백조자리 16은 61과는 달리 태양과 비슷한 밝기를 지니고 있으며, 매우 이심률이 큰 궤도를 돌고 있는 외계 행성 백조자리 16 Bb를 거느리고 있다.

## 관측 역사
주세페 피아치가 1804년 백조자리 61의 고유 운동량이 매우 큰 것을 알아 냈으며, '날아가는 별'이라는 이름을 붙였다. 그러나 피아치의 이 발견은 당대에는 그의 관측 시간이 짧다(10년)는 이유로 인정받지 못했다. 1812년 프리드리히 빌헬름 베셀의 관측이 비로소 천문학자들 사이에서 인정받게 된다.
1830년 프리드리히 게오르그 빌헬름 폰 스트루베가 이 별이 쌍성임을 발견했다. 그러나 이후 한동안 이 별이 단순히 천구상에서 붙어 있는 것처럼 보이는 별인지, 아니면 실제 중력으로 묶인 쌍성계인지는 밝혀지지 않았다.
발견 당시 백조자리 61은 관측된 천체들 중 가장 고유 운동량이 컸기 때문에 지구에서 이 항성까지의 거리를 시차법을 이용하여 알아낼 수 있는 일순위 후보였다. 백조자리 61은 태양을 제외하고 시차법으로 거리를 측정한 첫 번째 별이 되었다. 1838년 베셀은 313.6 밀리초각의 값을 얻었고, 이 수치는 현재 밝혀진 287.18 밀리초각에 근접한 값이다.(여기서 도출되는 이 별까지의 거리는 약 11.36 광년이 된다)
그러나 이후 몇 년 지나지 않아 그룸브리지 1830이 백조자리 61보다 더 큰 시차값을 지니고 있는 것으로 밝혀졌다. 하지만 백조자리 61은 광학 장비의 힘을 빌리지 않고 맨눈으로 볼 수 있는 별들 중에서는 여전히 가장 큰 시차를 지닌다.(그룸브리지 1830도 6.4등급 정도로 맨눈으로 볼 수 있는 최하한선이지만, 보통은 볼 수 없기 때문이다) 백조자리 61은 히파르코스 목록에 실려 있는 항성들 중 일곱 번째로 큰 시차를 보인다.

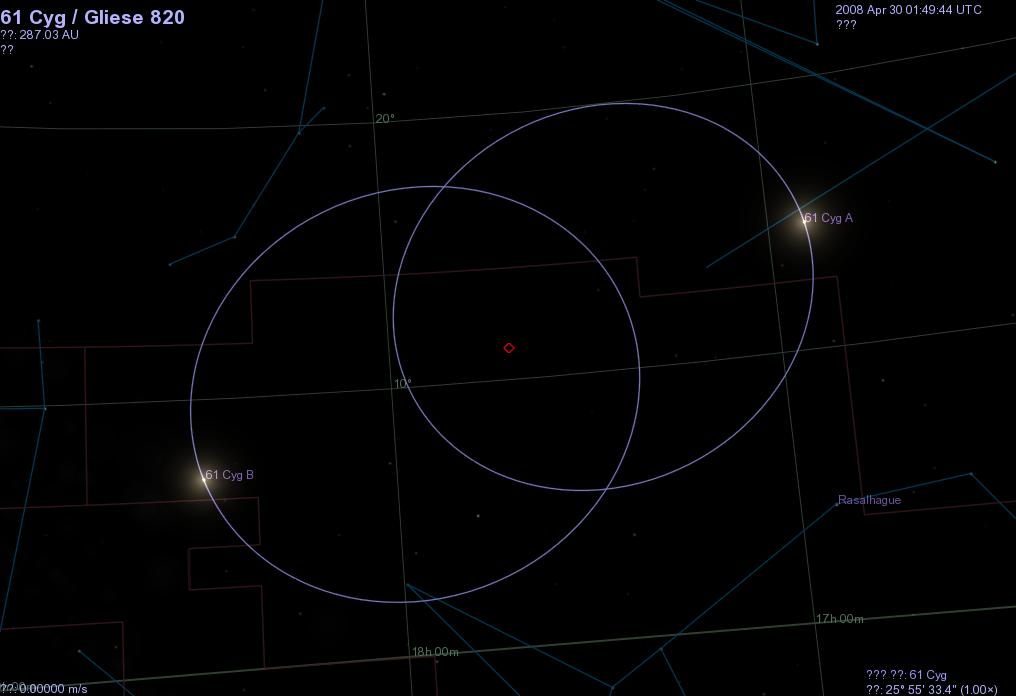
백조자리 61 항성계의 궤도. 셀레스티아로 작성.

베셀이 처음 관측했던 시차 0.3136초각은 1911년 좀 더 정확히 측정되어 0.310으로 수정되었다. 여키스 천문대에서 측정한 이 별의 시선 속도는 초당 62킬로미터였으며, 고유 운동 속도(관측자의 시야를 가로지르는 것)는 초당 79킬로미터로 여기서 계산한 우주 속도는 초당 100킬로미터에 이르며, 백조자리 61은 이 속도로 오리온 띠 서쪽 12도의 한 점을 향하여 이동하고 있다. 1911년 벤자민 보스는 백조자리 61이 이동 항성군의 일원이라고 발표했다. 이후 밝혀진 이동성군의 항성 후보들은 총 26개였다. 유력한 후보의 예로 비둘기자리 베타, 테이블산자리 파이, 황소자리 14, 처녀자리 68 등이 있다. 이들 항성군 일원들의 우주 속도는 태양에 대해서 초당 105 ~ 114킬로미터이다.

백조자리 61의 두 별은 천구상에서 멀리 떨어져 있고 천천히 움직였기 때문에 처음 이 별을 관측한 사람들은 두 구성원이 물리적으로 붙어있는지 아닌지를 식별하기가 힘들었다. 두 구성원의 시차는 각각 0.360"과 0.288"이었으며 여기서 도출되는 두 별 사이의 거리는 2광년이 넘었다. 그러나 1917년 시차를 다시 측정하여 이 값을 보정한 결과 둘 사이의 차이는 크게 줄어들었으며, 1934년 백조자리 61 항성계의 궤도 요소를 도출, 출판함으로써 쌍성계임을 확실하게 했다.

## 제원
눈으로 볼 때는 하나의 별 같지만 백조자리 61은 사실 서로 크게 떨어져 있는 오렌지색 왜성 백조자리 61 A, 백조자리 61 B 두 개로 이루어진 쌍성계이다. 밝은 A의 겉보기 등급은 5.2이며, 어두운 쪽인 B는 6.1이다. 두 별 다 태양보다 늙은 별로 관측되었다. 백조자리 61 항성계의 순수 우주속도는 태양에 대해서 초당 108킬로미터에 이르며, 이로 인해 큰 고유 운동 값을 보여 준다. 지구에서 약 11광년 떨어져 있는데 이 항성계는 지구에서 매우 가까운 이웃들 중 하나이다.
백조자리 61 항성계는 앞으로 2만 년 뒤 지구에 9광년까지 접근할 것이다.

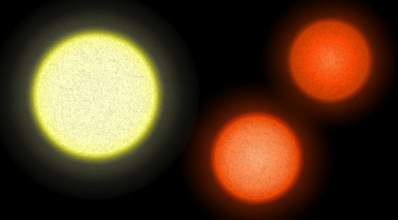
태양(왼쪽)과 비교한 백조자리 61 A(가운데 하단)와 B(우측 상단).

A와 B는 서로의 질량 중심을 659년에 1회 공전하는데, 두 별은 평균 84천문단위 떨어져 있다. 이는 지구와 태양 사이 거리의 84배에 해당하는 거리이다. 두 별의 이심률은 상대적으로 큰 0.48로, 이 수치를 통해 두 별은 가까울 때는 44 천문단위까지 접근했다가 멀어질 때는 124 천문단위까지 떨어짐을 알 수 있다.
주성 A는 B보다 약간 더 질량이 크다. A는 태양의 흑점 활동 주기보다 더 뚜렷한 자기장 활동 주기를 보이는데, 간격은 7.5±1.7년 범위에서 복잡하게 바뀐다. (종전의 관측값은 7.3년 주기였다) 자전, 채층 활동, 흑점 활동 양상으로 볼 때 A는 용자리 BY 변광성으로 분류할 수 있다.
반성 B는 A보다 밝기가 더 불규칙적으로 변하며 짧은 주기로 플레어 폭발을 일으킨다. B의 총체적 활동 주기는 11.7년이다. A와 B 모두 항성 플레어 활동을 보여주는데, B의 플레어 활동량은 A보다 25퍼센트 더 많다.
7×50 쌍안경을 이용하면 백조자리 61 항성계의 두 별을 분리하여 관찰할 수 있다. 두 별은 대략 토성의 시지름 정도인 16 ~ 20초 떨어져 있는데, 이는 쌍안경으로 식별할 수 있는 해상도의 능력 내에 있다. 따라서 날씨가 좋을 경우 6밀리미터 망원경으로도 두 별을 분리하여 관측할 수 있다.

## 동반 천체의 존재 가능성
백조자리 61이 행성 또는 갈색 왜성을 동반 천체로 거느리고 있을 것이라는 주장은 여러 번 제기되었다. 카즈 스트랜드는 1942년 백조자리 A와 B의 궤도 움직임에 미묘한 떨림이 있다고 주장했다. 여기서 주성 A 주위에 동반 천체가 있을 것이라고 추측하게 되었다. 1957년 스트랜드는 더욱 정교한 관찰을 통해 동반체의 질량은 목성의 8배 정도라고 주장했다. 여기서 도출되는 천체의 공전 주기는 4.8년이며 공전궤도 반지름은 2.4 천문단위이다. 1978년 불프 디에터 하인츠는 목성 질량 60배(태양질량의 6퍼센트) 이하의 천체는 없으며, 이로써 스트랜드의 주장이 잘못되었다고 했다.
태양에서 상대적으로 가깝기 때문에 백조자리 61은 천문학적으로 흥미로운 연구 대상이다. 미 항공우주국은 두 별을 우주 간섭계 측정 미션의 '티어 1(Tier 1)' 대상으로 지정했다. 이 미션은 어머니 항성에서 2천문단위 정도 떨어진, 지구 질량의 3배 정도 행성까지 발견하는 것을 목표로 하고 있다. 백조자리 61 항성계 주위에서는 적외선 초과 현상이 감지되었는데, 여기서 쌍성 주위에 먼지 원반이 있을 것이라고 추측하기도 한다. 그러나 초과 현상의 열원은 쌍성에 가까이 위치하고 있기 때문에, 망원경을 통해 원반의 존재만 따로 잡아 내지는 못하고 있다.

## 같이 보기
- 가까운 별 목록

## 참고 문헌
1. 1 2 3 4  “SIMBAD Query Result: V* V1803 Cyg -- Variable of BY Dra type”. 《SIMBAD》. Centre de Données astronomiques de Strasbourg.  (백조자리 61 A)
2. 1 2 3 4  “SIMBAD Query Result: NSV 13546 -- Flare Star”. 《SIMBAD》. Centre de Données astronomiques de Strasbourg.  (백조자리 61 B)
3. 1 2  Staff (2007년 6월 8일). “List of the Nearest 100 Stellar Systems”. Research Consortium on Nearby Stars, Georgia State University.
4. ↑  Luck, R. Earle; Heiter, Ulrike (2005). “Stars within 15 Parsecs: Abundances for a Northern Sample”. 《The Astronomical Journal》 129 (2): 1063–1083. doi:10.1086/427250.
5. ↑  Pannekoek, Anton (1989). 《천문학의 역사(A History of Astronomy)》. Courier Dover Publications. p. 343쪽. ISBN 0-486-65994-1.
6. ↑  Alan W., Hirshfield (2001). 《시차:우주를 측정하기 위한 경쟁(Parallax: The Race to Measure the Cosmos)》 1판. New York: W. H. Freeman. ISBN 0-7167-3711-6.
7. ↑  Fodera-Serio, G. (1990). “주세페 피아치와 백조자리 61의 고유 운동 발견(Giuseppe Piazzi and the Discovery of the Proper Motion of 61-Cygni)”. 《Journal of the History of Astronomy》 21 (3): 275. 2007년 7월 14일에 확인함.
8. ↑  Davis, Merhan S. (1898). “백조자리 61의 시차 및 항성계 구성원의 물리적 연결을 고려한 비평(Remarks regarding the parallaxes of 61 Cygni and the probable physical connection of these two stars)”. 《Astrophysical Journal》 8: 246-247. 2007년 7월 15일에 확인함.
9. ↑  Bessel, F. W. (1839). “Bestimmung der Entfernung des 61sten Sterns des Schwans. Von Herrn Geheimen - Rath und Ritter Bessel”. 《Astronomische Nachrichten》 (독일어) 16: 65. 2007년 7월 17일에 확인함. (92쪽) Ich bin daher der Meinung, daß nur die jährliche Parallaxe = 0"3136 als das Resultat der bisherigen Beobachtungen zu betrachten ist 313.6밀리초각을 통해 지구에서의 거리가 10.4광년임을 알 수 있다.
10. ↑  ESA (2007년 5월 4일). “고유 운동 수치가 큰 별들:관측하기에 흥미로운 영역(High Proper Motion Stars: Interesting Areas to  View)”. 2007년 7월 16일에 확인함.
11. 1 2  Boss, Benjamin (1911). “큰 고유 운동량을 갖는 여러 항성들 중의 이동성군(Community of motion among several stars of large proper-motion)”. 《Astronomical Journal》 27 (629): 33-37. 2007년 7월 17일에 확인함.
12. ↑  이 우주 속도는 1911년 측정자료로, 0.310초각에서 도출되는 백조자리 61까지의 거리는 10.5광년이며 고유 운동은 연간 5.205초각 또는 초당 79.4킬로미터였으며, 시선 속도는 초당 -62킬로미터였다. 이 자료에서 1911년판 우주 속도는 초당 {\displaystyle {\sqrt {79.4^{2}+62^{2}}}=100}킬로미터임을 알 수 있다. 이후 1953년, 1997년 자료로 더욱 정밀하게 구한 시차는 287.18 밀리초각으로, 여기서 구한 거리는 11.36광년이며 고유 운동값은 초당 87킬로미터, 시선 속도는 초당 -64킬로미터, 순우주속도는 초당 {\displaystyle {\sqrt {87^{2}+64^{2}}}=106}킬로미터이다.
13. ↑  Eggen, O. J. (1959). “백조자리 61 성군 중의 백색 왜성들(White dwarf members of the 61 Cygni group)”. 《The Observatory》 79: 135-139. 2007년 7월 17일에 확인함. 여기서 밝힌 HD 201091/2의 속도 요소는 U=+94, V=-53, W=-7이다.
14. ↑  Davis, H. S. (1898). “백조자리 61의 시차 및 항성계 구성원의 물리적 연결을 고려한 비평(Remarks regarding the parallaxes of 61 Cygni and the probable physical connection of these two stars)”. 《Astrophysical Journal》 61 (2): 246-247. 2007년 9월 11일에 확인함.
15. ↑  Adams, W. S.; Joy, A. H. (1917). “500개 별들의 밝기와 시차”. 《Astrophysical Journal》 46: 313-339. 2007년 9월 11일에 확인함.—See Table I, page 326
16. ↑  Baize, P. (1950). “Second catalogue d'orbites d'Etoiles Doubles visuelles”. 《Journal des Observateurs》 (프랑스어) 33: 1-31. 2007년 9월 11일에 확인함.
17. ↑  Gudel, M. (1992). “K형 주계열성에서 나오는 전파와 엑스선(Radio and X-ray emission from main-sequence K stars)”. 《Astronomy and Astrophysics》 264 (2): L31-L34. 2007년 7월 16일에 확인함.
18. 1 2  Anonymous (2006년 3월 18일). “장주기 항성 이동(Long-Term Stellar Motions), part 2: Shortcuts”. The Astronomy Nexus. 2019년 10월 9일에 원본 문서에서 보존된 문서. 2007년 10월 21일에 확인함.
19. ↑  Affer, L.; Micela, G.; Morel, T.; Sanz-Forcada, J.; Favata, F. (2005). “오렌지색 왜성 6개를 대상으로 한, 분광기를 이용한 광구 패러미터와 화학적 풍부성의 수치 결정(Spectroscopic determination of photospheric parameters and chemical abundances of 6 K-type stars)”. 《Astronomy and Astrophysics》 433 (2): 647-658. 2007년 7월 25일에 확인함.
20. ↑  근성점:{\displaystyle r_{per}=(1-e)a\approx 44}천문단위
원성점:{\displaystyle r_{ap}=(1+e)a\approx 124}천문단위
21. ↑  Frick, P.; Baliunas, S. L.; Galyagin, D.; Sokoloff, D.; Soon, W. (1997). “채층 활동의 웨이블릿 분석(Wavelet Analysis of Chromospheric Activity)”. 《Astrophysical Journal》 483: 426–434. 2007년 7월 15일에 확인함.
22. 1 2  Hempelmann, A.; Schmitt, J. H. M. M.; Baliunas, S. L.; Donahue, R. A. (2003). “백조자리 61 A와 B의 코로나 활동 증거(Evidence for coronal activity cycles on 61 Cygni A and B)”. 《Astronomy and Astrophysics》 406: L39-L42. 2007년 7월 15일에 확인함.
23. ↑  Hempelmann, A.; Robrade, J.; Schmitt, J. H. M. M.; Favata, F.; Baliunas, S. L.; Hall, J. C. (2006). “백조자리 61의 코로나 활동 주기(Coronal activity cycles in 61 Cygni)”. 《Astronomy and Astrophysics》 460 (1): 261-267. 2007년 7월 16일에 확인함.
24. ↑  
Espenak, Fred (1996년 7월 25일). “12년 행성 천문력표(Twelve Year Planetary Ephemeris: 1995 - 2006)”. NASA. 2012년 12월 13일에 원본 문서에서 보존된 문서. 2007년 7월 25일에 확인함.
25. ↑  레일레이 기준에 의하면 {\displaystyle \alpha _{R}={\frac {138}{D}}} 밀리미터이다.
26. ↑  Strand, K. Aa. (1943). “삼중성계 백조자리 61(61 Cygni as a Triple System)”. 《Publications of the Astronomical Society of the Pacific》 55 (322): 29-32. 2007년 7월 15일에 확인함.
27. ↑  Strand, K. Aa. (1957). “백조자리 61의 궤도 운동(The orbital motion of 61 Cygni)”. 《Astronomical Journal》 62: 35. 2007년 7월 15일에 확인함.
28. ↑  Strand, K. Aa. (1978). “의심되는 미확인 동반 천체의 재고찰(Reexamination of suspected unresolved binaries)”. 《Astrophysical Journal》 220: 931-934. 2007년 7월 15일에 확인함.
29. ↑  “SIM Planet Search Tier 1 Target Stars”. San Francisco State University. 2007년 8월 4일에 원본 문서에서 보존된 문서. 2007년 7월 23일에 확인함.
30. ↑  Kuchner, Marc J.; Brown, Michael E.; Koresko, Chris D. (1998). “An 11.6 Micron Keck Search for Exo-Zodiacal Dust”. 《The Publications of the Astronomical Society of the Pacific》 110 (753): 1336-1341. 2007년 7월 25일에 확인함.